# Corte de' Frati
Corte de' Frati es una localidad y comune italiana de la provincia de Cremona, región de Lombardía, con 1.426 habitantes.

## Evolución demográfica
| Gráfica de evolución demográfica de Corte de' Frati entre 1861 y 2001 |
|                                                                       |
| Fuente ISTAT - elaboración gráfica de Wikipedia                       |